# Viktor Suvorov
Viktor Suvorov (pseudonym för ryska: Влади́мир Богда́нович Резу́н, Vladimir Bogdanovitj Rezun), född 20 april 1947, är en sovjetisk GRU-avhoppare och författare. Sedan sitt avhopp till Storbritannien 1978 har Suvorov skrivit ett flertal böcker om Sovjetunionens försvars- och säkerhetstjänst, bland andra Inside the Soviet Army och Inside the GRU, samt böcker om andra världskriget och skönlitteratur om dessa ämnen.

## Biografi
Suvorov, vars far tjänstgjorde under andra världskriget, uppger att han vid 11 års ålder började i Suvorovskolan i Voronezj, där han gick från 1958 till 1963, och därefter i Suvorovskolan i Kalinin (numera Tver) från 1963 till 1965. Han fortsatte därefter till Frunze Red Banner Higher Military Command School där han tog examen 1968 och därefter tjänstgjorde som plutonchef för en stridsvagnspluton i ett förband som ingick i Warszawapaktens invasion av Tjeckoslovakien 1968. Erfarenheterna därifrån beskrev han i boken The Liberators: My Life in the Soviet Army (1981).
Vid 19 års ålder blev han medlem i Sovjetunionens kommunistiska parti och 1970 medlem av centralkommitténs nomenklatura inom partiet, vilket gjorde att han kom under beskydd av dåvarande chefen för Karpatiska militärdistriktet, generallöjtnant Gennadij Obaturov. Från 1970 till 1971 var Suvorov underrättelseofficer i staben för Volgas militärdistrikt i Kujbysjev och därefter inom ett Spetznaz-förband, 808:e fristående arméspaningskompaniet.
Från 1971 till 1974 studerade Suvorov vid Militärdiplomatiska akademin i Moskva, vilket var en utbildning för underrättelseofficerare för arbete utomlands, ofta under annan diplomatisk täckmantel. Därefter arbetade Suvorov fyra år för den Sovjetiska underrättelsetjänsten GRU i Genève, officiellt vid Sovjetunionens ständiga mission vid Förenta nationernas kontor i Genève, och uppnådde graden major.
10 juni 1978 avvek Suvorov från sin lägenhet i Genève tillsammans med sin fru och två barn. Han har själv uppgett hans GRU-station ville göra honom till syndabock för ett större misslyckande och därför tog kontakt med brittiska Secret Intelligence Service. 28 juni 1978 angav brittiska tidningar att han befann sig i landet. Suvorov arbetade i Storbritannien som underrättelseanalytiker i brittisk tjänst och som föreläsare. Sedan 1981 har han varit författare under pseudonymen Viktor Suvorov.
I mars 2010 undertecknade Suvorov ryska oppositionens upprop till folket Putin måste avgå.